# Vanessa Portal
Pour les articles homonymes, voir Portal.
Vanessa Portal, née à Cannes en 1973, est une scénariste française. Elle est l'ex-épouse de Rémi Bezançon.

## Filmographie
- 2008 : Le Premier Jour du reste de ta vie, de Rémi Bezançon (collaboration artistique)
- 2009 : Le Bal des actrices, de Maïwenn (collaboration au scénario)
- 2011 : Un heureux événement, de Rémi Bezançon (co-écrit avec Rémi Bezançon)
- 2012 : Zarafa, de Rémi Bezançon et Jean-Christophe Lie (collaboration au scénario)
- 2014 : Premiers Crus, de Jérôme Le Maire (co-écrit avec Rémi Bezançon et Jérôme Le Maire)
- 2015 : Nos futurs, de Rémi Bezançon (co-écrit avec Rémi Bezançon)
- 2019 : Le Mystère Henri Pick, de Rémi Bezançon (co-écrit avec Rémi Bezançon)
- 2023 : Un coup de maître, de Rémi Bezançon (co-écrit avec Rémi Bezançon)